# TCP-Wrapper
Ein TCP-Wrapper ist eine Software zum Schutz vor unerwünschtem Zugriff aus einem Rechnernetz. Es gibt verschiedene Implementierungen von TCP-Wrappern. Manches Betriebssystem hat TCP-Wrapper als Daemon namens tcpd implementiert.
Einerseits kann ein Superserver wie der inetd einen TCP-Wrapper befragen, bevor er einen Zugriff weitergibt oder nicht. Andererseits kann mancher Server selbst einen TCP-Wrapper befragen, bevor er auf einen Zugriff antwortet oder nicht.
Zu TCP-Wrappern gehören die beiden Dateien /etc/hosts.allow und /etc/hosts.deny, in die zulässige und abzulehnende Gegenstellen beispielsweise durch DenyHosts eingetragen werden. Letztlich sind TCP-Wrapper eine von Wietse Venema geschaffene Programmbibliothek, die zu ihrer Nutzung entsprechend verknüpfbar und verknüpft sein muss.